# Народний комісаріат закордонних справ Української РСР
Народний комісаріат закордонних справ УСРР — відомство закордонних справ Радянської України, започатковане створенням 14 грудня 1917 (ст. ст.) в Харкові з'їздом рад народного секретаріату з міжнаціональних справ радянської УНР на чолі з більшовиком С.Бакинським (Л.Бернгеймом; 1886—1939). Але принципові питання міжнародного характеру мали вирішуватися безпосередньо ЦВК Радянської України й урядом, тому фактично основним завданням відомства С. Бакинського стала координація ведення бойових дій радянської Росії й УНР Народного секретаріату проти Всевеликого Війська Донського й УНР Української Центральної Ради. Від початку зовнішньополітична активність радянської України була пов'язана із дипломатією Радянської Росії на Брестських мирних переговорах 1918. Роль представників легітимного українського уряду мала відігравати створена 12 січня 1918 (30 грудня 1917) ЦВК Радянської України місія в складі Ю.Медвєдєва (голова) та народних секретарів В.Затонського й В.Шахрая, що ввійшла до складу російської делегації. Делегація, на противагу представникам УЦР, не досягла помітного дипломатичного успіху.
1 березня 1918 в Полтаві народний секретаріат з міжнаціональних справ був реорганізований у народний секретаріат закордонних справ на чолі з В.Затонським, якого 4 березня змінив М.Скрипник (водночас голова Народного секретаріату). Спільно з Ю.Коцюбинським і М.Врублевським він очолив надзвичайне повноважне посольство ЦВК Радянської України і Народного секретаріату до Москви, де безуспішно намагався зберегти в РСФРР українські радянські структури управління, але уряд В.Леніна не бажав втягнення Росії у війну з Німеччиною. Тому українські радянські структури було розпущено (за офіційною версією, вони припинили функціонувати). У складі Тимчасового робітничо-селянського уряду України, сформованого в м. Суджа (нині місто Курської обл. РФ) 28 листопада 1918, зовнішньополітичне відомство не було передбачене, лише з його реорганізацією 28 січня 1919 в Харкові в РНК УСРР було запроваджено народний комісаріат закордонних справ (НКЗС) на чолі з головою уряду Х.Раковським. Уже на середину 1919 він став розгалуженою установою в складі 9-ти відділів, зокрема, дипломатично-консульського, правового, іноземного агентств, дипкур'єрів, загального, інформаційного й архівного.

## Керівники
Зовнішньополітичне відомство УСРР очолювали:
- Сергій Бакинський — народний секретар з міжнаціональних справ (14 грудня 1917 року — 1 березня 1918 року)
- Володимир Затонський — Народний секретар закордонних справ (1-4 березня 1918 року)
- Микола Скрипник — Народний секретар закордонних справ (8 березня — 18 квітня 1918 року)
- Християн Раковський — народний комісар закордонних справ (січень-липень 1919 року та березень 1920 року — липень 1923 року).

## Функції Наркомату закордонних справ
Однак системна розбудова апарату НКЗС УСРР розпочалася з 1920, коли було розроблено «Положення про Наркомат закордонних справ республіки», за яким на нього покладалися функції:
- дипломатичні зносини з іноземними держававами за завданнями уряду;
- вироблення проектів міжнародних актів для затвердження їх верховною владою УСРР;
- керівництво діяльністю дипломатичних представництв і консульських установ;
- захист законних інтересів громадян УСРР за кордоном та іноземців в Україні;
- контакти з дипломатичним корпусом зарубіжних держав;
- збір відомостей про соціально-економічне, політичне, культурне життя іноземних держав;
- ведення зовнішньополітичної пропаганди.

На чолі відомства стояли народний комісар із закордонних справ та колегія; нарком і його заступник затверджувалися Всеукраїнським центральним виконавчим комітетом за поданням уряду. Щодо добору й розстановки дипломатичних кадрів на перший план висувалася їхня лояльність до більшовицького режиму, належність до правлячої партії; керівники підрозділів центрального апарату й закордонних установ входили до партійної номенклатури. На засіданнях політбюро ЦК КП(б)У вирішувалися питання відрядження місій за кордон, їхні штати, кадрові переміщення. Діяльність і кадри НКЗС перебували під пильним контролем органів державної безпеки: у штаті відомства був уповноважений політичного контролю ДПУ; іноземний відділ ДПУ (зовнішня розвідка) вимагав від НКЗС різнопланової інформації про іноземних представників тощо.

## Міжнародна діяльність уряду УСРР
Реальна міжнародна діяльність уряду УСРР почалася після підписання Ризького мирного договору між РСФРР і УСРР та Польщею 1921, юридичною підставою для неї був Договір про військовий і господарський союз між Російською СФРР та Українською СРР 1920, у преамбулі якого підкреслювалися незалежність і суверенність обох республік. Вже 14 лютого 1921 Ф.Кон і Ю.Коцюбинський підписали в Москві перший Договір мирний між Українською СРР і Литовською Демократичною Республікою. Тоді стався справжній «прорив» у справі міжнародного визнання УСРР та налагодження міждержавних відносин, передусім із державами, що виникли на теренах колишньої Російської імперії: договори з Грузією (31 січня 1921), Латвією (3 серпня 1921) та Естонією (25 листопада 1921). Поступово до кола країн, що підписали з УСРР міждержавні угоди, потрапили помітні європейські й азійські держави — Тимчасова угода між Австрією і РСФРР та УСРР 1921, Договір про дружбу і братерство між Українською СРР і Туреччиною 1922, Договір про поширення Раппальського договору 1922 на союзні з Російською СФРР республіки 1922 та ін. В цілому за станом на 1 травня 1923 урядом УСРР було підписано 45 міждержавних угод, 4 резолюції загальноєвропейської конференції в Генуї та 7 угод з міжнародними організаціями. Тоді ж засновано низку дипломатичних представництв УСРР (повпредств), організація роботи яких була покладена на НКЗС: місія при РНК РСФРР (12 січня 1921), у Чехословаччині (травень 1921), Німеччині (вересень 1921), Польщі (жовтень 1921), Австрії (грудень 1921), хоча інколи представниками України за сумісництвом виступали голови дипмісій РСФРР.
На початок 1922 УСРР підтримувала якщо не де-юре, то де-факто відносини з більш як 10-ма країнами; у штатах зарубіжних повноважних представництв УСРР, затверджених колегією НКЗС, налічувалось 82 співробітники, зокрема: у Польщі — 36 (повпред О.Шумський), у Німеччині — 17 (повпред В. Ауссем), у Чехословаччині — 12 (повпред Михайло Левицький), в Австрії — 9 (повпред Ю. Коцюбинський), у Прибалтиці — 8 (повпред Є.Терлецький). У Великій Британії УСРР представляв за сумісництвом повпред РСФРР А.Красін, а в Італії — В.Воровський. У штаті центрального апарату НКЗС у Харкові, включаючи технічний персонал, працювало на той час 305 осіб, крім того, наркомат мав у Києві й Одесі своїх уповноважених з необхідним штатом, на які покладалося «забезпечення розв'язання на місцях питань, що виникали при застосуванні законів щодо іноземців, а також при виконанні обов'язків за міжнародними договорами».
Історія існування НКЗС, як і дипломатії УСРР, виявилася досить короткою. 18 жовтня 1922 ЦК КП(б)У ухвалив постанову «Про згортання апарату НКЗС» і доручив заступникові глави НКЗС УСРР В.Яковлєву розпочати переговори з НКЗС РСФРР про об'єднання відповідних наркоматів. Закордонні представництва УСРР передбачалося тимчасово, на кілька місяців, залишити — Х. Раковський надіявся змінити ситуацію. 23 березня 1923 ЦК КП(б)У по його доповіді вирішив просити політбюро ЦК РКП(б) переглянути питання про злиття НКЗС. Але на нараді з відповідальними працівниками національних радянських республік і автономних областей у Москві 9—12 червня 1923 Х. Раковський і М.Скрипник зазнали поразки. Ще в серпні консулати і дипслужби УСРР були злиті з апаратом союзного НКЗС, апарат же республіканського НКЗС остаточно перестав існувати 20 вересня 1923. Натомість створювалося Управління уповноваженого НКЗС СРСР в Україні (при уряді УСРР), яке очолив О.Шліхтер. Для забезпечення ж інтересів УСРР її представник вводився до колегії НКЗС СРСР.